# Tecpan de Tlatelolco

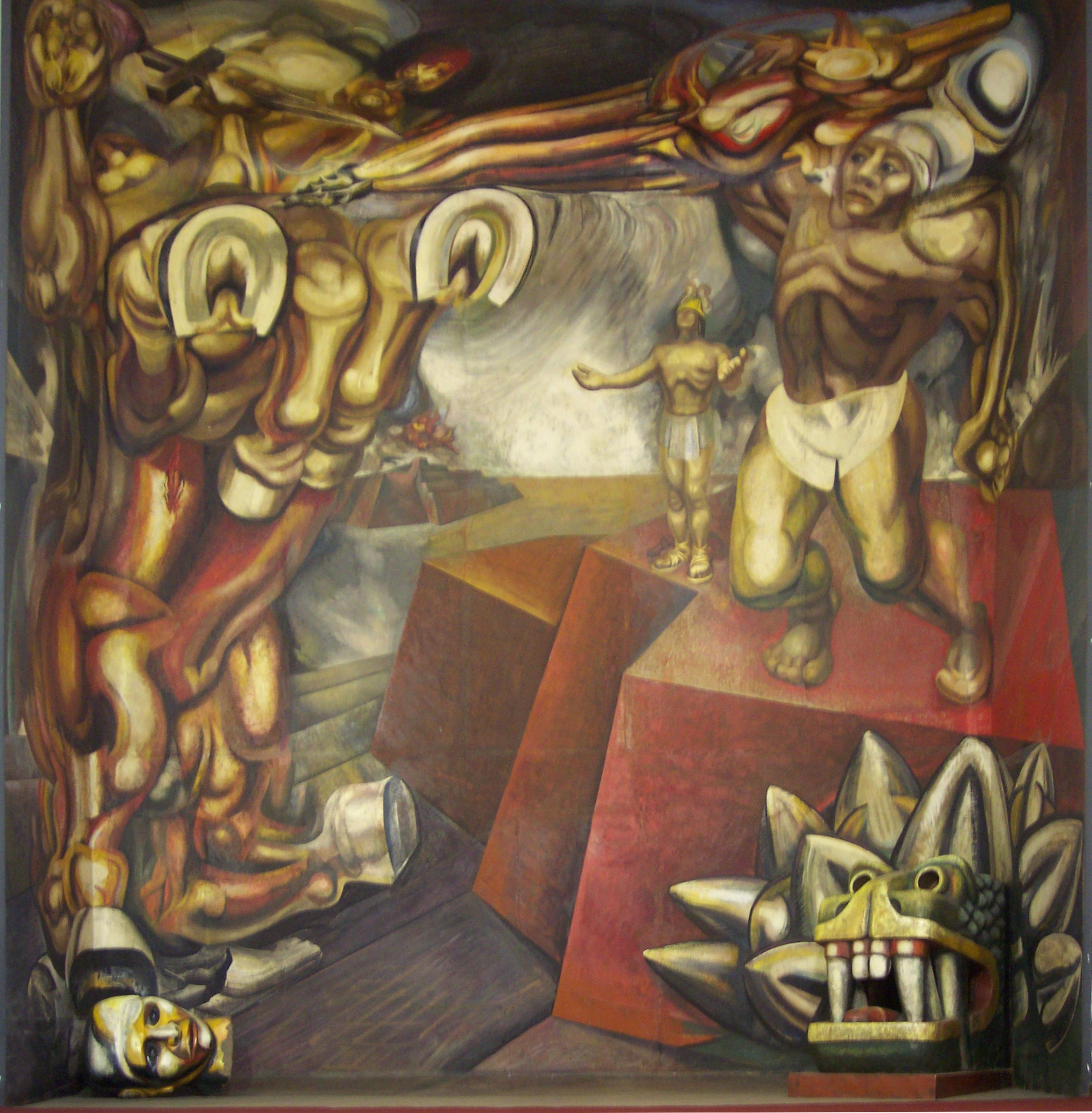
Mural de David Alfaro Siqueiros en el Tecpan

El Tecpan es un edificio construido inmediatamente después de consumada la conquista de México-Tenochtitlan (hoy Ciudad de México) para funcionar como casa de gobierno y sede del Ayuntamiento de Santiago Tlatelolco, encargado de gobernar la república de indios del mismo nombre.

## Historia
La arcada de siete vanos de su planta baja es del siglo XVI apareciendo en el Códice Tlatelolco de 1563. Las columnas de la planta alta fueron adosadas durante el Porfiriato cuando fue utilizado como colegio para huérfanos. La fachada principal construida en el siglo XVIII fue desmontada en 1962 a la parte posterior del Colegio de la Santa Cruz de Tlatelolco durante la construcción del Conjunto Urbano Nonoalco Tlatelolco .
En 1850, se fundó en el edificio del Tecpan la casa de corrección, institución que tenía como finalidad albergar a delincuentes juveniles. En 1853 se convirtió en el Colegio Correccional de San Antonio, que tenía como finalidad el reintegrar a los jóvenes a la sociedad por medio de educación científica y artística y también comenzó a recibir jóvenes que no provenían de la cárcel. El proyecto del colegio comprendía talleres para la enseñanza de oficios mecánicos y dos escuelas primarias para los niños y niñas.

### Sala homenaje a Cuauhtémoc
Al comenzar el gobierno de Adolfo López Mateos fue planteado el proyecto para crear el Conjunto Urbano Nonoalco Tlatelolco, para el cual se planeó una infraestructura de servicios única en su momento en América Latina y que comprendía escuelas, hospitales, tres centros deportivos, áreas verdes y vialidades, así como tres museos permanentes. De estos sólo se concluyó la Sala Homenaje a Cuauhtémoc, que fue ubicada en los restos del tecpan. La finalidad de este recinto era exaltar la memoria del héroe y describir objetivamente su vida y sus hazañas

## Patrimonio artístico
Este edificio actualmente aloja el mural de David Alfaro Siqueiros "Cuauhtémoc contra el mito" de 1944. Ésta constituye la primera obra plástica mixta del autor en la que combina pinturas modernas y soportes de madera, masonita, además de esculturas hechas por Luis Arenal Bastar. A través de la perspectiva tridimensional, Siqueiros intenta recrear el movimiento de las figuras. A la derecha y en primer plano está Cuauhtémoc empuñando las armas oponiéndose a la destrucción de su civilización a manos de los conquistadores españoles, estos últimos son interpretados como centauros cuyas fuerzas son la religión y las armas de fuego (arriba e izquierda). Debajo de las patas del caballo está la cabeza de un indígena decapitado y de frente aparece Quetzalcóatl como símbolo de desarrollo milenario del México prehispánico. Al centro, Moctezuma II implora desconcertado a los dioses que le expliquen por qué el supuesto regreso de Quetzalcóatl (en la figura de Hernán Cortés) implicó la caída de su imperio, apreciándose al fondo los templos incendiados.